# Delfi Technologies
Delfi Technologies A/S er en dansk virksomhed, grundlagt i 1988, som leverer stregkodeløsninger med software og hardware inden for elektroniske hyldeforkanter, håndterminaler, kasseløsninger (POS) og print. 
Virksomheden er privatejet af ejerleder og adm. direktør, Palle Svendsen. Virksomheden havde i 2024 over 140 ansatte globalt, med kontorer i Danmark, Sverige, Norge, Tyskland, Italien og Vietnam. Delfi Technologies har til huse på Valdemarshaab 11 i Køge.